# Список призерів чемпіонатів Європи з легкої атлетики (жінки)
Цей список включає призерів чемпіонатів Європи з легкої атлетики в жіночих дисциплінах за всі роки їх проведення.

## Сучасна програма серед жінок

### 100 метрів
| Чемпіонат | Золото                         | Срібло                                   | Бронза                        |
| --------- | ------------------------------ | ---------------------------------------- | ----------------------------- |
| 1938      | Станіслава Валасевич Польща    | Кате Краусс Німеччина                    | Фанні Бланкерс-Кун Нідерланди |
| 1946      | Євгенія Сєчєнова СРСР          | Вініфред Джордан Велика Британія         | Клер Брезоль Франція          |
| 1950      | Фанні Бланкерс-Кун Нідерланди  | Євгенія Сєчєнова СРСР                    | Джун Фоулдс Велика Британія   |
| 1954      | Ірина Турова СРСР              | Берта ван Дейне Нідерланди               | Енн Пешлі Велика Британія     |
| 1958      | Хезер Янг Велика Британія      | Віра Крепкіна СРСР                       | Кріста Штубнік НДР            |
| 1962      | Дороті Гайман Велика Британія  | Ютта Гайне ФРН                           | Тереса Цєпли Польща           |
| 1966      | Єва Клобуковська Польща        | Ірена Кіршенштейн Польща                 | Карін Фріш ФРН                |
| 1969      | Петра Фогт НДР                 | Вілма ван ден Берг Нідерланди            | Аніта Ніл Велика Британія     |
| 1971      | Ренате Штехер НДР              | Інгрід Міклер ФРН                        | Ельфгард Шиттенхельм ФРН      |
| 1974      | Ірена Шевінська Польща         | Ренате Штехер НДР                        | Андреа Лінч Велика Британія   |
| 1978      | Марліс Ґер НДР                 | Лінда Хаглунд Швеція                     | Людмила Маслакова СРСР        |
| 1982      | Марліс Ґер НДР                 | Бербель Веккель НДР                      | Роз-Айме Бакуль Франція       |
| 1986      | Марліс Ґер НДР                 | Анелія Нунева Болгарія                   | Неллі Коман Нідерланди        |
| 1990      | Катрін Краббе НДР              | Зільке Гладіш НДР                        | Керстін Берендт НДР           |
| 1994      | Ірина Привалова Росія          | Жанна Тарнопольська (Пінтусевич) Україна | Мелані Пашке Німеччина        |
| 1998      | Крістін Аррон Франція          | Ірина Привалова Росія                    | Катерина Тану Греція          |
| 2002      | Катерина Тану Греція           | Кім Геварт Бельгія                       | Мануела Леворато Італія       |
| 2006      | Кім Геварт Бельгія             | Катерина Григор'єва Росія                | Ірина Хабарова Росія          |
| 2010      | Верена Зайлер Німеччина        | Веронік Манг Франція                     | Міріам Сумаре Франція         |
| 2012      | Івет Лалова Болгарія           | Олеся Повх Україна                       | Ліна Грінчикайте Литва        |
| 2014      | Дафне Схіперс Нідерланди       | Міріам Сумаре Франція                    | Ешлі Нельсон Велика Британія  |
| 2016      | Дафне Схіперс Нідерланди       | Івет Лалова-Колліо Болгарія              | Муджинга Камбунджі Швейцарія  |
| 2018      | Діна Ашер-Сміт Велика Британія | Джина Люкенкемпер Німеччина              | Дафне Схіперс Нідерланди      |
| 2022      | Джина Люкенкемпер Німеччина    | Муджинга Камбунджі Швейцарія             | Дерілл Нейта Велика Британія  |
| 2024      | Діна Ашер-Сміт Велика Британія | Ева Свобода Польща                       | Зейнаб Доссо Італія           |

### 200 метрів
| Чемпіонат | Золото                               | Срібло                                   | Бронза                         |
| --------- | ------------------------------------ | ---------------------------------------- | ------------------------------ |
| 1938      | Станіслава Валасевич Польща          | Кате Краусс Німеччина                    | Фанні Бланкерс-Кун Нідерланди  |
| 1946      | Євгенія Сєчєнова СРСР                | Вініфред Джордан Велика Британія         | Леа Корла Франція              |
| 1950      | Фанні Бланкерс-Кун Нідерланди        | Євгенія Сєчєнова СРСР                    | Дороті Голл Велика Британія    |
| 1954      | Марія Іткіна СРСР                    | Ірина Турова СРСР                        | Ширлі Гемптон Велика Британія  |
| 1958      | Барбара Янішевська (Соботта) Польща  | Ганнелоре Задау НДР                      | Марія Іткіна СРСР              |
| 1962      | Ютта Гайне ФРН                       | Дороті Гайман Велика Британія            | Барбара Соботта Польща         |
| 1966      | Ірена Кіршенштейн (Шевінська) Польща | Єва Клобуковська Польща                  | Віра Попкова СРСР              |
| 1969      | Петра Фогт НДР                       | Ренате Майсснер (Штехер) НДР             | Валері Піт Велика Британія     |
| 1971      | Ренате Штехер НДР                    | Балог Дьєрдьї Угорщина                   | Ірена Шевінська Польща         |
| 1974      | Ірена Шевінська Польща               | Ренате Штехер НДР                        | Мона-Ліса Пурсіайнен Фінляндія |
| 1978      | Людмила Кондратьєва СРСР             | Марліс Ґер НДР                           | Карла Бодендорф НДР            |
| 1982      | Бербель Веккель НДР                  | Кеті Смолвуд Велика Британія             | Сабіна Рігер НДР               |
| 1986      | Хайке Дрехслер НДР                   | Марі-Крістін Казьє Франція               | Зільке Гладіш НДР              |
| 1990      | Катрін Краббе НДР                    | Хайке Дрехслер НДР                       | Галина Мальчугіна СРСР         |
| 1994      | Ірина Привалова Росія                | Жанна Тарнопольська (Пінтусевич) Україна | Галина Мальчугіна Росія        |
| 1998      | Ірина Привалова Росія                | Жанна Пінтусевич Україна                 | Мелані Пашке Німеччина         |
| 2002      | Мюріель Юрті Франція                 | Кім Геварт Бельгія                       | Мануела Леворато Італія        |
| 2006      | Кім Геварт Бельгія                   | Юлія Гущина Росія                        | Наталія Русакова Росія         |
| 2010      | Міріам Сумаре Франція                | Єлізавета Бризгіна Україна               | Олександра Федоріва Росія      |
| 2012      | Марія Рємєнь Україна                 | Христина Стуй Україна                    | Міріам Сумаре Франція          |
| 2014      | Дафне Схіперс Нідерланди             | Джоді Вільямс Велика Британія            | Міріам Сумаре Франція          |
| 2016      | Діна Ашер-Сміт Велика Британія       | Івет Лалова-Колліо Болгарія              | Джина Люкенкемпер Німеччина    |
| 2018      | Діна Ашер-Сміт Велика Британія       | Дафне Схіперс Нідерланди                 | Яміле Самуель Нідерланди       |
| 2022      | Муджинга Камбунджі Швейцарія         | Діна Ашер-Сміт Велика Британія           | Іда Карстофт Данія             |
| 2024      | Муджинга Камбунджі Швейцарія         | Дерілл Нейта Велика Британія             | Елен Парізо Франція            |

### 400 метрів
- дисципліна представлена у програмі чемпіонатів, починаючи з 1958

| Чемпіонат | Золото                        | Срібло                             | Бронза                           |
| --------- | ----------------------------- | ---------------------------------- | -------------------------------- |
| 1958      | Марія Іткіна СРСР             | Катерина Парлюк СРСР               | Моллі Хіскокс Велика Британія    |
| 1962      | Марія Іткіна СРСР             | Джой Грівесон Велика Британія      | Тіллі ван дер Цвард Нідерланди   |
| 1966      | Анна Хмелькова Чехословаччина | Мункачі Антонія Угорщина           | Монік Нуаро Франція              |
| 1969      | Ніколь Дюклос Франція         | Колетт Бессон Франція              | Марія Сікора Австрія             |
| 1971      | Гельга Зайдлер НДР            | Інге Беддінг ФРН                   | Інгелор Лохсе НДР                |
| 1974      | Рійтта Салін Фінляндія        | Еллен Штрайдт НДР                  | Ріта Вільден ФРН                 |
| 1978      | Маріта Кох НДР                | Крістіна Бремер НДР                | Ірена Шевінська Польща           |
| 1982      | Маріта Кох НДР                | Ярміла Кратохвілова Чехословаччина | Татьяна Коцембова Чехословаччина |
| 1986      | Маріта Кох НДР                | Ольга Владикіна СРСР               | Петра Мюллер (Шерзінг) НДР       |
| 1990      | Гріт Броєр НДР                | Петра Шерзінг НДР                  | Марі-Жозе Перек Франція          |
| 1994      | Марі-Жозе Перек Франція       | Світлана Гончаренко Росія          | Філіс Сміт Велика Британія       |
| 1998      | Гріт Броєр Німеччина          | Гелена Фухсова Чехія               | Ольга Котлярова Росія            |
| 2002      | Олеся Зикіна Росія            | Гріт Броєр Німеччина               | Лі Макконнелл Велика Британія    |
| 2006      | Ваня Стамболова Болгарія      | Тетяна Вешкурова Росія             | Ольга Зайцева Росія              |
| 2010      | Ксенія Усталова Росія         | Антоніна Кривошапка Росія          | Лібанія Грено Італія             |
| 2012      | Моа Г'єлмер Швеція            | Ксенія Задоріна Росія              | Ілона Усович Білорусь            |
| 2014      | Лібанія Грено Італія          | Ольга Земляк Україна               | Індіра Терреро Іспанія           |
| 2016      | Лібанія Грено Італія          | Флорія Гей Франція                 | Аніка Онуора Велика Британія     |
| 2018      | Юстина Швенти-Ерсетиц Польща  | Марія Белібасакі Греція            | Лісанне де Вітте Нідерланди      |
| 2022      | Фемке Бол Нідерланди          | Наталя Качмарек Польща             | Анна Келбасинська Польща         |
| 2024      | Наталя Качмарек Польща        | Расідат Аделеке Ірландія           | Ліке Клавер Нідерланди           |

### 800 метрів
- дисципліна представлена у програмі чемпіонатів, починаючи з 1954

| Чемпіонат | Золото                          | Срібло                        | Бронза                           |
| --------- | ------------------------------- | ----------------------------- | -------------------------------- |
| 1954      | Ніна Откаленко СРСР             | Діана Літер Велика Британія   | Людмила Лисенко СРСР             |
| 1958      | Єлізавета Єрмолаєва СРСР        | Даян Лезер Велика Британія    | Дзідра Левицька СРСР             |
| 1962      | Герда Кран Нідерланди           | Вальтрауд Кауфманн НДР        | Казі Ольга Угорщина              |
| 1966      | Вера Ніколич Югославія          | Сабо Жужа Угорщина            | Анте Гляйхфельд ФРН              |
| 1969      | Лілліан Боурд Велика Британія   | Аннеліз Дамм-Олесен Данія     | Вера Ніколич Югославія           |
| 1971      | Вера Ніколич Югославія          | Патрісія Лоу Велика Британія  | Розмарі Стерлінг Велика Британія |
| 1974      | Ліляна Томова Болгарія          | Гунхільд Гоффмайстер НДР      | Маріана Суман Румунія            |
| 1978      | Тетяна Провідохіна СРСР         | Надія Мушта (Олізаренко) СРСР | Зоя Рігель СРСР                  |
| 1982      | Ольга Мінєєва СРСР              | Людмила Веселкова СРСР        | Маргріт Клінгер ФРН              |
| 1986      | Надія Олізаренко СРСР           | Зігрун Водарс НДР             | Любов Гуріна СРСР                |
| 1990      | Зігрун Водарс НДР               | Крістіне Вахтель НДР          | Лілія Нурутдінова СРСР           |
| 1994      | Любов Гуріна Росія              | Наталія Духнова Білорусь      | Людмила Рогачова Росія           |
| 1998      | Олена Афанасьєва Росія          | Малін Еверлеф Швеція          | Штефані Граф Австрія             |
| 2002      | Іоланда Чеплак Словенія         | Майте Мартінес Іспанія        | Келлі Голмс Велика Британія      |
| 2006      | Ольга Котлярова Росія           | Світлана Клюка Росія          | Ребекка Лайн Велика Британія     |
| 2010      | Івонне Гак Нідерланди           | Дженні Медоуз Велика Британія | Люція Клоцова Словаччина         |
| 2012      | Лінсі Шарп Велика Британія      | Марина Арзамасова Білорусь    | Лілія Лобанова Україна           |
| 2014      | Марина Арзамасова Білорусь      | Лінсі Шарп Велика Британія    | Йоанна Юзвік Польща              |
| 2016      | Наталія Прищепа Україна         | Ренелль Ламот Франція         | Ловіса Лінд Швеція               |
| 2018      | Наталія Прищепа Україна         | Ренелль Ламот Франція         | Ольга Ляхова Україна             |
| 2022      | Кілі Годжкінсон Велика Британія | Ренель Ламот Франція          | Анна Велгош Польща               |
| 2024      | Кілі Годжкінсон Велика Британія | Габріела Гаянова Словаччина   | Анаїс Бургуен Франція            |

### 1500 метрів
- дисципліна представлена у програмі чемпіонатів, починаючи з 1969

| Чемпіонат | Золото                             | Срібло                        | Бронза                       |
| --------- | ---------------------------------- | ----------------------------- | ---------------------------- |
| 1969      | Ярослава Єглицькова Чехословаччина | Марія Гоммерс Нідерланди      | Паола Піньї Італія           |
| 1971      | Карін Бурнеляйт НДР                | Гунхільд Гоффмайстер НДР      | Еллен Тіттель ФРН            |
| 1974      | Гунхільд Гоффмайстер НДР           | Ліляна Томова Болгарія        | Грете Андерсен Норвегія      |
| 1978      | Гіана Романова СРСР                | Наталія Мерешеску Румунія     | Тотка Петрова Болгарія       |
| 1982      | Ольга Двірна СРСР                  | Заміра Зайцева СРСР           | Габріелла Доріо Італія       |
| 1986      | Равіля Аглетдінова СРСР            | Тетяна Самоленко СРСР         | Дойна Мелінте Румунія        |
| 1990      | Снежана Пайкич Югославія           | Еллен Кісслінг НДР            | Сандра Гассер Швейцарія      |
| 1994      | Людмила Рогачова Росія             | Келлі Голмс Велика Британія   | Катерина Подкопаєва Росія    |
| 1998      | Світлана Мастеркова Росія          | Карла Сакраменту Португалія   | Аніта Ваєрман Швейцарія      |
| 2002      | Сюрея Айхан Туреччина              | Габріела Сабо Румунія         | Тетяна Томашова Росія        |
| 2006      | Тетяна Томашова Росія              | Юлія Чиженко Росія            | Данієла Іорданова Болгарія   |
| 2010      | Нурія Фернандес Іспанія            | Інд Деїба Франція             | Наталія Родрігес Іспанія     |
| 2012      | Нурія Фернандес Іспанія            | Діана Зуєв Німеччина          | Тереза Чапкова Чехія         |
| 2014      | Сіфан Гассан Нідерланди            | Абеба Арегаві Швеція          | Лора Вейтман Велика Британія |
| 2016      | Ангеліка Ціхоцька Польща           | Сіфан Гассан Нідерланди       | Кіара Магіен Ірландія        |
| 2018      | Лора М'юр Велика Британія          | Софія Еннауї Польща           | Лора Вейтман Велика Британія |
| 2022      | Лора М'юр Велика Британія          | Кіара Магіен Ірландія         | Софія Еннауї Польща          |
| 2024      | Кіара Магіен Ірландія              | Джорджія Белл Велика Британія | Агат Гіймо Франція           |

### 5000 метрів
- дисципліна представлена у програмі чемпіонатів, починаючи з 1998

| Чемпіонат | Золото                             | Срібло                          | Бронза                          |
| --------- | ---------------------------------- | ------------------------------- | ------------------------------- |
| 1998      | Соня О'Саллівен Ірландія           | Габріела Сабо Румунія           | Марта Домінгес Іспанія          |
| 2002      | Марта Домінгес Іспанія             | Соня О'Саллівен Ірландія        | Олена Задорожня Росія           |
| 2006      | Марта Домінгес Іспанія             | Лілія Шобухова Росія            | Елван Абейлеґессе Туреччина     |
| 2010      | Елван Абейлеґессе Туреччина        | Сара Морейра Португалія         | Джессіка Аугусту Португалія     |
| 2012      | Ольга Головкіна Росія              | Сара Морейра Португалія         | Джулія Блісдейл Велика Британія |
| 2014      | Мераф Бахта Швеція                 | Сіфан Гассан Нідерланди         | Сюзан Кейкен Нідерланди         |
| 2016      | Ясмін Джан Туреччина               | Мераф Бахта Швеція              | Стефані Твелл Велика Британія   |
| 2018      | Сіфан Гассан Нідерланди            | Ейліш Макколган Велика Британія | Ясмін Джан Туреччина            |
| 2022      | Констанце Клостергальфен Німеччина | Ясмін Джан Туреччина            | Ейліш Макколган Велика Британія |
| 2024      | Надя Баттоклетті Італія            | Кароліне Гревдаль Норвегія      | Марта Гарсія Іспанія            |

### 10000 метрів
- дисципліна представлена у програмі чемпіонатів, починаючи з 1986

| Чемпіонат | Золото                        | Срібло                          | Бронза                             |
| --------- | ----------------------------- | ------------------------------- | ---------------------------------- |
| 1986      | Інгрід Крістіансен Норвегія   | Ольга Бондаренко СРСР           | Ульріке Брунс НДР                  |
| 1990      | Олена Романова СРСР           | Катрін Ульріх НДР               | Аннетт Сержен Франція              |
| 1994      | Фернанда Рібейру Португалія   | Консейсан Феррейра Португалія   | Дар'я Науер Швейцарія              |
| 1998      | Соня О'Саллівен Ірландія      | Фернанда Рібейру Португалія     | Лідія Шимон Румунія                |
| 2002      | Пола Редкліфф Велика Британія | Соня О'Саллівен Ірландія        | Людмила Бікташева Росія            |
| 2006      | Інга Абітова Росія            | Сюсанне Вігене Норвегія         | Лідія Григор'єва Росія             |
| 2010      | Елван Абейлеґессе Туреччина   | Джессіка Аугусту Португалія     | Гільда Кібет Нідерланди            |
| 2012      | Ана Дулсе Феліш Португалія    | Джоанн Пейві Велика Британія    | Ольга Скрипак Україна              |
| 2014      | Джоанн Пейві Велика Британія  | Клеменс Кальвен Франція         | Лайла Трабі Франція                |
| 2016      | Ясмін Джан Туреччина          | Ана Дулсе Феліш Португалія      | Каролін Б'єркелі Гревдаль Норвегія |
| 2018      | Лона Салпетер Ізраїль         | Сусан Крумінс Нідерланди        | Мераф Бахта Швеція                 |
| 2022      | Ясмін Джан Туреччина          | Ейліш Макколган Велика Британія | Лона Салпетер Ізраїль              |
| 2024      | Надя Баттоклетті Італія       | Діане ван Ес Нідерланди         | Меган Кіт Велика Британія          |

### 100 метрів з бар'єрами
- дисципліна представлена у програмі чемпіонатів, починаючи з 1969

| Чемпіонат | Золото                         | Срібло                                        | Бронза                         |              |
| --------- | ------------------------------ | --------------------------------------------- | ------------------------------ | ------------ |
| 1969      | Карін Бальцер НДР              | Бербель Подесва НДР                           | Тереза Новак Польща            |              |
| 1971      | Карін Бальцер НДР              | Аннелі Ергардт НДР                            | Тереза Сукневич Польща         |              |
| 1974      | Аннелі Ергардт НДР             | Аннероз Фідлер НДР                            | Тереза Новак Польща            |              |
| 1978      | Йоганна Клір НДР               | Тетяна Анисимова СРСР                         | Гудрун Беренд НДР              |              |
| 1982      | Люцина Лянґер Польща           | Йорданка Донкова Болгарія                     | Керстин Кнабе НДР              |              |
| 1986      | Йорданка Донкова Болгарія      | Корнелія Ошкенат НДР                          | Гінка Загорчева Болгарія       |              |
| 1990      | Монік Еванже-Епе Франція       | Глорія Зіберт НДР                             | Лідія Юркова СРСР              |              |
| 1994      | Светла Дімітрова Болгарія      | Юлія Граудинь Росія                           | Йорданка Донкова Болгарія      |              |
| 1998      | Светла Дімітрова Болгарія      | Бригита Буковець Словенія                     | Ірина Коротя Росія             |              |
| 2002      | Глорі Алозі Іспанія            | Олена Красовська Україна                      | Яна Касова Болгарія            |              |
| 2006      | Сюзанна Каллур Швеція          | Дервал О'Рурк ІрландіяКірстен Больм Німеччина | не вручалась                   | не вручалась |
| 2010      | Невін Янит Туреччина           | Дервал О'Рурк Ірландія                        | Каролін Нітра Німеччина        |              |
| 2012      | Аліна Талай Білорусь           | Катерина Поплавська Білорусь                  | Беате Шротт Австрія            |              |
| 2014      | Тіффані Портер Велика Британія | Сінді Бійо Франція                            | Сінді Роледер Німеччина        |              |
| 2016      | Сінді Роледер Німеччина        | Аліна Талай Білорусь                          | Тіффані Портер Велика Британія |              |
| 2018      | Ельвіра Герман Білорусь        | Памела Дуткевич Німеччина                     | Сінді Роледер Німеччина        |              |
| 2022      | Пія Скшишовська Польща         | Козак Лука Угорщина                           | Дітаджі Камбунджі Швейцарія    |              |
| 2024      | Сірена Самба-Маєла Франція     | Дітаджі Камбунджі Швейцарія                   | Пія Скшишовська Польща         |              |

### 400 метрів з бар'єрами
- дисципліна представлена у програмі чемпіонатів, починаючи з 1978

| Чемпіонат | Золото                        | Срібло                         | Бронза                              |
| --------- | ----------------------------- | ------------------------------ | ----------------------------------- |
| 1978      | Тетяна Зеленцова СРСР         | Сільвія Голльман ФРН           | Карін Росслей НДР                   |
| 1982      | Анн-Луїза Скуглунд Швеція     | Петра Пфафф НДР                | Шанталь Рега Франція                |
| 1986      | Марина Степанова СРСР         | Сабіне Буш НДР                 | Корнелія Фоєрбах НДР                |
| 1990      | Тетяна Ледовська СРСР         | Аніта Протті Швейцарія         | Моніка Вестен Швеція                |
| 1994      | Саллі Ганнелл Велика Британія | Сільвія Рігер Німеччина        | Анна Кнороз Росія                   |
| 1998      | Іонела Тірля Румунія          | Тетяна Терещук Україна         | Сільвія Рігер Німеччина             |
| 2002      | Іонела Тірля Румунія          | Гайке Майснер Німеччина        | Анна Оліхверчук Польща              |
| 2006      | Євгенія Ісакова Росія         | Фані Халкія Греція             | Тетяна Терещук-Антіпова Україна     |
| 2010      | Наталя Антюх Росія            | Ваня Стамболова Болгарія       | Перрі Шейкс-Дрейтон Велика Британія |
| 2012      | Деніза Росолова Чехія         | Анна Ярощук (Рижикова) Україна | Зузана Гейнова Чехія                |
| 2014      | Ейлід Чайлд Велика Британія   | Анна Тітімець Україна          | Деніза Росолова Чехія               |
| 2016      | Сара Петерсен Данія           | Йоанна Лінкевич Польща         | Лея Шпрунгер Швейцарія              |
| 2018      | Лея Шпрунгер Швейцарія        | Анна Рижикова Україна          | Меган Бізлі Велика Британія         |
| 2022      | Фемке Бол Нідерланди          | Вікторія Ткачук Україна        | Анна Рижикова Україна               |
| 2024      | Фемке Бол Нідерланди          | Луїз Мараваль Франція          | Кателейн Петерс Нідерланди          |

### 3000 метрів з перешкодами
- дисципліна представлена у програмі чемпіонатів, починаючи з 2006

| Чемпіонат | Золото                         | Срібло                         | Бронза                        |
| --------- | ------------------------------ | ------------------------------ | ----------------------------- |
| 2006      | Олеся Турова Білорусь          | Тетяна Петрова Росія           | Віолетта Яновська Польща      |
| 2010      | Юлія Заруднєва Росія           | Гатті Дін Велика Британія      | Віолетта Франкевич Польща     |
| 2012      | Гюльджан Мінгір Туреччина      | Антьє Мельднер-Шмідт Німеччина | Геза Краузе Німеччина         |
| 2014      | Антьє Мельднер-Шмідт Німеччина | Шарлотта Фугберг Швеція        | Діана Мартін Іспанія          |
| 2016      | Геза Краузе Німеччина          | Луїза Гега Албанія             | Озлем Кая Туреччина           |
| 2018      | Геза Краузе Німеччина          | Фабієнне Шлюмпф Швейцарія      | Кароліне Гревдаль Норвегія    |
| 2022      | Луїза Гега Албанія             | Леа Меєр Німеччина             | Елізабет Берд Велика Британія |
| 2024      | Геза Краузе Німеччина          | Елізабет Берд Велика Британія  | Стелла Рутто Румунія          |

### 4×100 метрів
| Чемпіонат | Золото | Срібло | Бронза                                                                                                |
| --------- | --- | --- | --- |
| 1938      | НімеччинаЙозефіне Кель Кате Краусс Еммі Альбус Іда Кюнель                                                                 | ПольщаЯдвіга Гавронська Барбара Ксязкевич Отилія Калюзова Станіслава Валасевич                                                  | ІталіяМарія Альферо Марія Аполлоніо Розетта Каттанео Італія Луккіні                                   |
| 1946      | НідерландиГерда ван дер Каде-Каудейс Нетті Вітцирс-Тіммер Марта Адема Фанні Бланкерс-Кун                                  | ФранціяЛеа Корла Анн-Марі Колшен Клер Брезоль Монік Дрішон                                                                      | СРСРЄвгенія Сєчєнова Валентина Фокіна Олена Гокієлі Валентина Васильєва                               |
| 1950      | Велика БританіяЕлспет Гей Джин Дісфорджес Дороті Голл Джун Фоулдс                                                         | НідерландиКсенія Стад-де Йонг Берта Браувер Хре де Йонг Фанні Бланкерс-Кун                                                      | СРСРОлена Гокієлі Софія Мальшина Зоя Духович Євгенія Сєчєнова                                         |
| 1954      | СРСРВіра Крепкіна Рімма Уліскіна Марія Іткіна Ірина Турова                                                                | ФРНІрмгард Егерт Шарлотта Бомер Ірене Бруттінг Марія Зандер                                                                     | ІталіяМарія Муссо Джузеппіна Леоне Летиція Бертоні Мілена Греппі                                      |
| 1958      | СРСРВіра Крепкіна Лінда Кепп Нонна Полякова Валентина Масловська                                                          | Велика БританіяМаделяйн Вестон Дороті Гайман Маріанн Дью Керол Квінтон                                                          | ПольщаМарія Хойнацька Барбара Янішевська (Соботта) Целіна Єсьоновська Марія Бібро                     |
| 1962      | ПольщаТереса Цєпли Барбара Соботта Ельжбета Широка Марія Пйонтковська                                                     | ФРНЕріка Фіш Марта Пенсбергер Марен Коллін Ютта Гайне                                                                           | Велика БританіяЕнн Пакер Дороті Гайман Дафне Арден Мері Ренд                                          |
| 1966      | ПольщаЕльжбета Беднарек Данута Страшинська Ірена Кіршенштейн (Шевінська) Єва Клобуковська                                 | ФРНРенате Маєр Ганнелор Траберт Карін Фріш Ютта Штек                                                                            | СРСРВіра Попкова Валентина Большова Людмила Самотьосова Ренате Ліце                                   |
| 1969      | НДРРегіна Гефер Ренате Майсснер (Штехер) Бербель Подесва Петра Фогт                                                       | ФРНБербель Генле Ютта Штек Ріта Ян Інгрід Бекер (Міклер)                                                                        | Велика БританіяАніта Ніл Деніз Рамсден Шейла Купер Валері Піт                                         |
| 1971      | ФРНЕльфгард Шиттенхельм Інге Гельтен Аннегрет Іррганг Інгрід Міклер                                                       | НДРКарін Бальцер Ренате Штехер Петра Фогт Еллен Штропаль (Штрайдт)                                                              | СРСРЛюдмила Жаркова Галина Бухаріна Марина Сидорова Надія Бесфамільна                                 |
| 1974      | НДРДоріс Малецькі Ренате Штехер Крістіна Гайніх Бербель Еккерт (Веккель)                                                  | ФРНЕльфгард Шиттенхельм Аннегрет Кронігер Аннегрет Іррганг Інге Гельтен                                                         | ПольщаЄва Длуголецька Данута Єндреєк Барбара Бакулін Ірена Шевінська                                  |
| 1978      | СРСРВіра Анісімова Людмила Маслакова Людмила Кондратьєва Людмила Сторожкова                                               | Велика БританіяБеверлі Каллендер Кеті Смоллвуд Шарон Колір Соня Ланнаман                                                        | НДРЙоганна Клір Моніка Гаман Карла Бодендорф Марліс Ґер                                               |
| 1982      | НДРГезине Вальтер Бербель Веккель Сабіна Рігер Марліс Ґер                                                                 | Велика БританіяВенді Гойт Кеті Смоллвуд Беверлі Каллендер Ширлі Томас                                                           | ФранціяЛоранс Білі Марі-Крістін Каз'є Роз-Айме Бакуль Лільян Гаше                                     |
| 1986      | НДРЗільке Гладіш Сабіна Гюнтер-Рігер Інґрід Ауерсвальд Марліс Ґер                                                         | БолгаріяГінка Загорчева Анелія Нунева Надєжда Георгієва Йорданка Донкова                                                        | СРСРАнтоніна Настобурко Наталія Бочина Марина Жирова Ольга Золотарьова Ірина Слюсар (забіг)           |
| 1990      | НДРЗільке Гладіш Катрін Краббе Керстін Берендт Сабіна Гюнтер-Рігер                                                        | ФРНГабріела Ліппе Ульріке Сарварі Андреа Томас Зільке Кнолль                                                                    | Велика БританіяСтефані Дуглас Беверлі Кінч Сіммона Джейкобс Пола Томас                                |
| 1994      | НімеччинаМелані Пашке Беттіна Ципп Зільке Кнолль Зільке Ліхтенхаген                                                       | РосіяНаталія Анісімова Галина Мальчугіна Марина Транденкова Ірина Привалова Катерина Лещова (забіг)                             | БолгаріяДесіслава Дімітрова Анелія Нунева Светла Дімітрова Петя Пендарева                             |
| 1998      | ФранціяКатя Бент Фредеріка Банге Сільвіан Фелікс Крістін Аррон                                                            | НімеччинаМелані Пашке Габі Рокмаєр Біргіт Рокмаєр Андреа Філіпп                                                                 | РосіяОксана Екк Галина Мальчугіна Наталія Воронова Ірина Привалова                                    |
| 2002      | ФранціяМюріель Юрті Дельфін Комбе Сільвіан Фелікс Одіа Сідібе                                                             | НімеччинаМелані Пашке Габі Рокмаєр Зіна Шильке Маріон Вагнер                                                                    | РосіяЮлія Табакова Ірина Хабарова Лариса Круглова Наталія Ігнатова                                    |
| 2006      | РосіяЮлія Гущина Наталія Русакова Ірина Хабарова Катерина Григор'єва Катерина Кондратьєва (забіг) Лариса Круглова (забіг) | Велика БританіяАніка Онуора Емма Аніа Емілі Фрімен Джойс Мадуака Лора Тернер-Олейн (забіг)                                      | БілорусьЮлія Нестеренко Наталія Софронникова Олена Невмержицька Оксана Драгун                         |
| 2010      | УкраїнаОлеся Повх Наталя Погребняк Марія Рємєнь Єлізавета Бризгіна Олена Чебану (забіг)                                   | ФранціяМіріам Сумаре Веронік Манг Ліна Жак-Себастьян Крістін Аррон Неллі Банко (забіг) Селін Дістель-Бонне (забіг)              | ПольщаМаріка Попович Дарія Корчинська Марта Єшке Вероніка Ведлер                                      |
| 2012      | НімеччинаЛена Гюнтер Анне Сібіс Татьяна Пінту Верена Зайлер                                                               | НідерландиКадене Васселл Дафне Схіперс Єва Лубберс Яміле Самуель Естер Акіхарі (забіг) Маріт Дофейде (забіг)                    | ПольщаМаріка Попович Дарія Корчинська Марта Єшке Евеліна Птак                                         |
| 2014      | Велика БританіяАша Філіп Ешлі Нельсон Джоді Вільямс Дезіре Генрі Аніка Онуора (забіг)                                     | ФранціяСелін Дістель-Бонне Айоделе Ікюесан Міріам Сумаре Стелла Акакпо                                                          | РосіяМарина Пантелеєва Наталія Русакова Крістіна Сівкова Єлизавета Савлініс Катерина Вуколова (забіг) |
| 2016      | НідерландиЯміле Самуель Дафне Схіперс Тесса ван Схаген Наомі Седні Маріє ван Гюненстейн (забіг)                           | Велика БританіяАша Філіп Діна Ашер-Сміт Б'янка Вільямс Дерілл Нейта                                                             | НімеччинаТатьяна Пінту Ліза Маєр Джина Люкенкемпер Ребекка Газе                                       |
| 2018      | Велика БританіяАша Філіп Імані Лансіквот Б'янка Вільямс Діна Ашер-Сміт Дерілл Нейта (забіг)                               | НідерландиДафне Схіперс Маріє ван Гюненстейн Яміле Самуель Наомі Седні                                                          | НімеччинаЛіса Марі Кваї Джина Люкенкемпер Татьяна Пінту Ребекка Газе                                  |
| 2022      | НімеччинаАлександра Бурґгардт Ліза Маєр Джина Люкенкемпер Ребекка Гаазе Джессіка-Б'янка Вессолі (забіг)                   | ПольщаПія Скшишовська Анна Келбасинська Маріка Попович-Драпала Єва Свобода Магдалена Стефанович (забіг) Мартина Котвіла (забіг) | ІталіяЗейнаб Доссо Далія Каддарі Анна Бонджорні Алессія Павезе Глорія Хупер (забіг)                   |
| 2024      | Велика БританіяДіна Ашер-Сміт Дезіре Генрі Емі Гант Дерілл Нейта Аша Філіп (забіг)                                        | ФранціяОрлан Ольєр Жеміма Жозеф Елен Парізо Сара Рішар Марусся Паре (забіг)                                                     | НідерландиНадін Віссер Маріє ван Гюненстейн Мінке Біссхопс Таса Джія                                  |

### 4×400 метрів
- дисципліна представлена у програмі чемпіонатів, починаючи з 1969

| Чемпіонат | Золото | Срібло | Бронза |
| --------- | --- | --- | --- |
| 1969      | Велика БританіяРозмарі Стірлінг Патрісія Лоу Джанет Сімпсон Лілліан Боурд                                                                     | ФранціяБернадетт Мартен Ніколь Дюклос Ельян Жак Колетт Бессон                                                                         | ФРНКріста Чека Анте Гляйхфельд Інге Екхофф Крістель Фрезе                                                                     |
| 1971      | НДРРіта Кюне Інгелор Лохсе Гельга Зайдлер Моніка Церт                                                                                         | ФРНАнетте Рюккес Крістель Фрезе Гільдегард Фальк Інге Беддінг                                                                         | СРСРРаїса Ніканорова Віра Попкова Надія Колесникова Наталія Чистякова                                                         |
| 1974      | НДРБрігітте Реде Вальтрауд Дітч Ангеліка Гандт Еллен Штрайдт                                                                                  | ФінляндіяМаріка Еклунд Мона-Ліса Пурсіайнен Пірйо Вільмі Рійтта Салін                                                                 | СРСРІнта Клімовіча Інгріда Баркане Надія Ільїна Наталія Соколова                                                              |
| 1978      | НДРКрістіана Марквардт Барбара Круґ Крістіна Бремер Маріта Кох                                                                                | СРСРТетяна Пророченко Надія Мушта Тетяна Провідохіна Марія Кульчунова                                                                 | ПольщаМалгожата Гаєвська Крістіна Кацперчик Геновефа Блашак Ірена Шевінська                                                   |
| 1982      | НДРКірстен Зімон Сабіне Буш Дагмар Рюбзам Маріта Кох                                                                                          | ЧехословаччинаВєра Тилова Мілена Стрнадова Татьяна Коцембова Ярміла Кратохвілова                                                      | СРСРОлена Корбан Ірина Ольховникова Ольга Мінєєва Ірина Баскакова                                                             |
| 1986      | НДРКірстен Зімон Сабіне Буш Петра Мюллер (Шерзінг) Маріта Кох                                                                                 | ФРНГізела Кінцель Уте Тімм Гайді-Ельке Гаугель Габі Буссман                                                                           | ПольщаЄва Каспшик Мажена Войдецька Ельжбета Капуста Геновефа Блашак                                                           |
| 1990      | НДРМануела Дерр Аннетт Гессельбарт Петра Шерзінг Гріт Броєр                                                                                   | СРСРОлена Виноградова Людмила Джигалова Олена Рузіна Тетяна Ледовська Марина Шмоніна (забіг)                                          | Велика БританіяСаллі Ганнелл Дженніфер Стаут Патрісія Бекфорд Лінда Стейнс Енджела Піггфорд (забіг)                           |
| 1994      | ФранціяФрансін Ландре Вів'ян Дорсіль Евелін Ельєн Марі-Жозе Перек Марі-Лін Шолен (забіг)                                                      | РосіяНаталія Хрущельова Олена Андреєва Тетяна Захарова Світлана Гончаренко Олена Голешева (забіг)                                     | НімеччинаКарін Янке Ута Ролендер Гайке Майсснер Анья Рюккер Лінда Кісабака (забіг)                                            |
| 1998      | НімеччинаАнке Феллер Ута Ролендер Сільвія Рігер Гріт Броєр Аня Кніппель (забіг) Мартіна Брой (забіг)                                          | РосіяНаталія Хрущельова Світлана Гончаренко Катерина Бахвалова Ольга Котлярова Катерина Куликова (забіг)                              | Велика БританіяДонна Фрейзер Віккі Джеймісон Кетрін Меррі Еллісон Кербішлі Мішель Томас (забіг) Таша Денверс (забіг)          |
| 2002      | НімеччинаФлоренс Екпо-Умо Гріт Броєр Біргіт Рокмаєр Клаудіа Маркс Ненсі Кетте (забіг)                                                         | РосіяОлеся Зикіна Анастасія Капачинська Наталія Назарова Наталія Антюх Тетяна Левіна (забіг) Катерина Бахвалова (забіг)               | ПольщаГражина Прокопек Анна Оліхверчук Жужанна Радецька Малгожата Пскит Юстина Каролькевич (забіг)                            |
| 2006      | РосіяСвітлана Поспелова Наталія Іванова Ольга Зайцева Тетяна Вешкурова Тетяна Фірова (забіг) Олена Мигунова (забіг)                           | БілорусьЮліана Жельнерук Світлана Усович Анна Козак Ілона Усович Катерина Бобрик (забіг) Ірина Хлюстова (забіг)                       | ПольщаМоніка Бейнар Гражина Прокопек Евеліна Сетовська Анна Єсень Марта Хруст-Рожей (забіг)                                   |
| 2010      | НімеччинаЖанін Лінденберг Естер Кремер Фаб'єнне Кольман Клаудія Гоффманн Джилл Річардс (забіг)                                                | Велика БританіяНікола Сандерс Мерілін Окоро Перрі Шейкс-Дрейтон Лі Макконнелл Вікі Барр (забіг)                                       | ІталіяК'яра Баццоні Марта Мілані Марія Енріка Спакка Лібанія Грено                                                            |
| 2012      | УкраїнаЮлія Олішевська Ольга Земляк Наталія Пигида Аліна Логвиненко Дарина Приступа (забіг)                                                   | ФранціяФара Анакарсіс Ленора Гійон Фірман Марі Гайо Флорія Гей Елеа Маріама Діарра (забіг)                                            | ЧехіяЗузана Гейнова Зузана Бергрова Їтка Бартонічкова Деніза Росолова                                                         |
| 2014      | ФранціяМарі Гайо Мюріель Юрті-Уайрі Агнес Рааролаї Флорія Гей Естелль Перроссьє (забіг) Фара Анашарсіс (забіг)                                | УкраїнаНаталія Пигида Христина Стуй Анна Рижикова Ольга Земляк Дарина Приступа (забіг) Ольга Ляхова (забіг)                           | Велика БританіяЕйлід Чайлд (Дойл) Келлі Мессі Шейна Кокс Маргарет Адеоє Емілі Даймонд (забіг) Вікторія Огуруоґу (забіг)       |
| 2016      | Велика БританіяЕмілі Даймонд Аніка Онуора Ейлід Дойл Серен Банді-Дейвіс Маргарет Адеоє (забіг) Келлі Мессі (забіг)                            | ФранціяФара Анашарсіс Бріжіт Нтіамоа Марі Гайо Флорія Гей Агнес Рааролаї (забіг) Елеа-Мар'яма Діарра (забіг)                          | ІталіяМарія Бенедікта Чигболу Марія Енріка Спакка К'яра Баццоні Лібанія Грено Елена Бонфанті (забіг)                          |
| 2018      | ПольщаМалгожата Голуб-Ковалик Іга Баумгарт-Вітан Патриція Вичишкевич Юстина Швенти-Ерсетиц Наталя Качмарек (забіг) Мартина Добровська (забіг) | ФранціяЕлеа Мар'яма Діарра Дебора Санане Агнес Рааролаї Флорія Гей Естелль Перросьє (забіг)                                           | Велика БританіяЗої Кларк Аніка Онуора Емі Оллкок Ейлід Дойл Фінетт Адж'японг (забіг) Мері Абічі (забіг) Емілі Даймонд (забіг) |
| 2022      | НідерландиЕвеліне Салберг Ліке Клавер Лісанне де Вітте Фемке Бол Андреа Баума (забіг) Лаура де Вітте (забіг)                                  | ПольщаАнна Келбасинська Іга Баумгарт-Вітан Юстина Швенти-Ерсетиц Наталя Качмарек Кінга Гацька (забіг) Малгожата Голуб-Ковалик (забіг) | Велика БританіяВікторія Огуруогу Ама Піпі Джоді Вільямс Ніколь Єргін Зої Кларк (забіг) Лавіаї Нільсен (забіг)                 |
| 2024      | НідерландиЛіке Клавер Кателейн Петерс Лісанне де Вітте Фемке Бол Евеліне Салберг (забіг) Анне ван де Віл (забіг) Мірте ван дер Схот (забіг)   | ІрландіяСофі Бекер Расідат Аделеке Філ Гілі Шарлін Модслі Лорен Кадден (забіг)                                                        | БельгіяНаомі ван ден Брук Імке Верват Синтія Болінго Гелена Понетт Каміль Лаус (забіг)                                        |

### Напівмарафон

#### Індивідуальна першість
- напівмарафон входить до програми чемпіонатів, починаючи з 2016, та проводиться замість марафонського бігу в роки проведення літніх Олімпійських ігор

| Чемпіонат | Золото                     | Срібло                     | Бронза                             |
| --------- | -------------------------- | -------------------------- | ---------------------------------- |
| 2016      | Сара Морейра Португалія    | Вероніка Інглезе Італія    | Джессіка Аугусту Португалія        |
| 2024      | Кароліне Гревдаль Норвегія | Джоан Челімо Меллі Румунія | Каллі Хогер-Такері Велика Британія |

#### Командна першість
- медалі командної першості в напівмарафоні були вперше розіграні 2024 року

| Чемпіонат | Золото                                                                    | Срібло                                                                                    | Бронза                                                                                   |
| --------- | ------------------------------------------------------------------------- | ----------------------------------------------------------------------------------------- | ---------------------------------------------------------------------------------------- |
| 2024      | Велика БританіяКаллі Хогер-Такері Еббі Доннеллі Клара Еванс Лорен Мак-Ніл | НімеччинаМелат Кеджета Доменіка Маєр Естер Пфайффер Фаб'єнне Кенгіштайн Катаріна Штайнрюк | ІспаніяЛаура Луенго Естер Наваррете Фатіма Уадду Мерітель Солер Лідія Кампо Лаура Мендес |

### Марафон

#### Індивідуальна першість
- дисципліна представлена у програмі чемпіонатів, починаючи з 1982
- у 2012 марафон не входив до програми чемпіонату, а з 2016 — замість марафонського бігу в роки проведення літніх Олімпійських ігор до програми чемпіонату включається напівмарафон

| Чемпіонат | Золото                      | Срібло                       | Бронза                      |
| --------- | --------------------------- | ---------------------------- | --------------------------- |
| 1982      | Роза Мота Португалія        | Лаура Фольї Італія           | Інгрід Крістіансен Норвегія |
| 1986      | Роза Мота Португалія        | Лаура Фольї Італія           | Катерина Храменкова СРСР    |
| 1990      | Роза Мота Португалія        | Валентина Єгорова СРСР       | Марія Лелю-Ребело Франція   |
| 1994      | Мануела Машаду Португалія   | Марія Куратоло Італія        | Адріана Барбу Румунія       |
| 1998      | Мануела Машаду Португалія   | Мадіна Біктагірова Росія     | Маура Вічеконте Італія      |
| 2002      | Марія Гвіда Італія          | Лумініта Цайтук Німеччина    | Соня Оберем Німеччина       |
| 2006      | Ульріке Майш Німеччина      | Олівера Євтич Сербія         | Ірина Пермітіна Росія       |
| 2010      | Анна Інчерті Італія         | Тетяна Філонюк Україна       | Ізабелла Андерссон Швеція   |
| 2014      | Крістель Доне Франція       | Валерія Странео Італія       | Джессіка Аугусту Португалія |
| 2018      | Ольга Мазурьонок Білорусь   | Клеманс Кальван Франція      | Єва Врабцова-Нивлтова Чехія |
| 2022      | Александра Лісовська Польща | Матея Парлов Коштро Хорватія | Нінке Брінкман Нідерланди   |

#### Командна першість
- медалі командної першості з марафонського бігу були вперше розіграні 2022 року

| Чемпіонат | Золото                                                                                   | Срібло                                                     | Бронза                                                 |
| --------- | ---------------------------------------------------------------------------------------- | ---------------------------------------------------------- | ------------------------------------------------------ |
| 2022      | НімеччинаМіріам Даттке Дебора Шенеборн Рабея Шенеборн Катаріна Штайнрук Крістіна Гендель | ІспаніяМарта Галімані Ірене Пелайо Елена Лойо Лаура Мендес | ПольщаАлександра Лісовська Ангеліка Мах Моніка Яцкевич |

### Ходьба 20 кілометрів
- дисципліна представлена у програмі чемпіонатів, починаючи з 2002, замінивши вдвічі коротшу дистанцію, на якій жінки змагались до цього
- у 2012 та 2016 дисципліна не проводилась у зв'язку з проведенням в ті роки літніх Олімпійських ігор

| Чемпіонат | Золото                      | Срібло                     | Бронза                      |
| --------- | --------------------------- | -------------------------- | --------------------------- |
| 2002      | Олімпіада Іванова Росія     | Олена Ніколаєва Росія      | Еріка Альфріді Італія       |
| 2006      | Ріта Турова Білорусь        | Ольга Каніськіна Росія     | Еліза Ріґаудо Італія        |
| 2010      | Аніся Кірдяпкіна Росія      | Віра Соколова Росія        | Мелані Зегер Німеччина      |
| 2014      | Ельміра Алембекова Росія    | Людмила Оляновська Україна | Анежка Драготова Чехія      |
| 2018      | Марія Перес Іспанія         | Анежка Драготова Чехія     | Антонелла Пальмізано Італія |
| 2022      | Антігоні Дрісбіоті Греція   | Катажина Здзебло Польща    | Саскія Файге Німеччина      |
| 2024      | Антонелла Пальмізано Італія | Валентіна Траплетті Італія | Людмила Оляновська Україна  |

### Ходьба 35 кілометрів
- дисципліна представлена у програмі чемпіонатів, починаючи з 2022

| Чемпіонат | Золото                    | Срібло                  | Бронза                    |
| --------- | ------------------------- | ----------------------- | ------------------------- |
| 2022      | Антігоні Дрісбіоті Греція | Ракель Гонсалес Іспанія | Мадарас Вікторія Угорщина |

### Стрибки у висоту
| Чемпіонат | Золото                                     | Срібло                                                 | Бронза                                                   |              |
| --------- | ------------------------------------------ | ------------------------------------------------------ | -------------------------------------------------------- | ------------ |
| 1938      | Цак Іболья Угорщина                        | Неллі ван Бален-Бланкен Нідерланди                     | Феодора цю Зольмс Німеччина                              |              |
| 1946      | Анн-Марі Колшен Франція                    | Олександра Чудіна СРСР                                 | Анне Іверсен Данія                                       |              |
| 1950      | Шейла Лервілл Велика Британія              | Дороті Тайлер-Одам Велика Британія                     | Галина Ганекер СРСР                                      |              |
| 1954      | Тельма Гопкінс Велика Британія             | Йоланда Балаш Румунія                                  | Ольга Модрахова Чехословаччина                           |              |
| 1958      | Йоланда Балаш Румунія                      | Таїсія Ченчик СРСР                                     | Дороті Ширлі Велика Британія                             |              |
| 1962      | Йоланда Балаш Румунія                      | Ольга Гере Югославія                                   | Лінда Ноулс Велика Британія                              |              |
| 1966      | Таїсія Ченчик СРСР                         | Людмила Комлєва СРСР                                   | Ярослава Беда Польща                                     |              |
| 1969      | Мілослава Резкова Чехословаччина           | Антоніна Лазарева СРСР                                 | Марія Мрачнова Чехословаччина                            |              |
| 1971      | Ілона Гузенбауер Австрія                   | Корнелія Попеску РумуніяБарбара Інкпен Велика Британія | не вручалась                                             | не вручалась |
| 1974      | Розмарі Вітчас НДР                         | Мілада Карбанова Чехословаччина                        | Сара Сімеоні Італія                                      |              |
| 1978      | Сара Сімеоні Італія                        | Розмарі Аккерманн НДР                                  | Брігітте Гольцапфель ФРН                                 |              |
| 1982      | Ульріке Мейфарт ФРН                        | Тамара Бикова СРСР                                     | Сара Сімеоні Італія                                      |              |
| 1986      | Стефка Костадинова Болгарія                | Светлана Ісаєва Болгарія                               | Ольга Турчак СРСР                                        |              |
| 1990      | Гайке Генкель ФРН                          | Біляна Петрович Югославія                              | Олена Єлесіна СРСР                                       |              |
| 1994      | Брітта Білач Словенія                      | Олена Гуляєва Росія                                    | Неле Жилінскієне Литва                                   |              |
| 1998      | Моніка Дінеску Румунія                     | Доната Янцевич Польща                                  | Аліна Астафей Німеччина                                  |              |
| 2002      | Кайса Бергквіст Швеція                     | Марина Купцова Росія                                   | Ольга Калітуріна Росія                                   |              |
| 2006      | Тія Геллебаут Бельгія                      | Венеліна Венева Болгарія                               | Кайса Бергквіст Швеція                                   |              |
| 2010      | Бланка Влашич Хорватія                     | Емма Грін Швеція                                       | Аріане Фрідріх Німеччина                                 |              |
| 2012      | Рут Бейтья Іспанія                         | Тоньє Ангельсен Норвегія                               | Ірина Гордеєва РосіяЕмма Грін ШвеціяОлена Холоша Україна |              |
| 2014      | Рут Бейтья Іспанія                         | Марія Кучина Росія                                     | Ана Шимич Хорватія                                       |              |
| 2016      | Рут Бейтья Іспанія                         | Мирела Демирева БолгаріяАйріне Пальшите Литва          | не вручалась                                             | не вручалась |
| 2018      | Марія Ласіцкене Допущені нейтральні атлети | Мирела Демирева Болгарія                               | Марі-Лоренс Юнгфляйш Німеччина                           |              |
| 2022      | Ярослава Магучіх Україна                   | Марія Вукович Чорногорія                               | Ангеліна Топич Сербія                                    |              |
| 2024      | Ярослава Магучіх Україна                   | Ангеліна Топич Сербія                                  | Ірина Геращенко Україна                                  |              |

### Стрибки з жердиною
- дисципліна представлена у програмі чемпіонатів, починаючи з 1998

| Чемпіонат | Золото                     | Срібло                       | Бронза                        |
| --------- | -------------------------- | ---------------------------- | ----------------------------- |
| 1998      | Анжела Балахонова Україна  | Ніколь Гумберт Німеччина     | Івонн Бушбаум Німеччина       |
| 2002      | Світлана Феофанова Росія   | Олена Ісинбаєва Росія        | Івонн Бушбаум Німеччина       |
| 2006      | Олена Ісинбаєва Росія      | Моніка Пирек Польща          | Тетяна Полнова Росія          |
| 2010      | Світлана Феофанова Росія   | Зільке Шпігельбург Німеччина | Ліза Рижих Німеччина          |
| 2012      | Їржина Птачникова Чехія    | Мартіна Штруц Німеччина      | Ніколета Киріякопулу Греція   |
| 2014      | Анжеліка Сидорова Росія    | Екатеріні Стефаніді Греція   | Ангеліна Жук-Краснова Росія   |
| 2016      | Екатеріні Стефаніді Греція | Ліза Рижих Німеччина         | Анжеліка Бенгтссон Швеція     |
| 2018      | Екатеріні Стефаніді Греція | Ніколета Кіріякопулу Греція  | Голлі Бредшоу Велика Британія |
| 2022      | Вілма Мурто Фінляндія      | Екатеріні Стефаніді Греція   | Тіна Шутей Словенія           |
| 2024      | Ангеліка Мозер Швейцарія   | Екатеріні Стефаніді Греція   | Моллі Кодері Велика Британія  |

### Стрибки у довжину
| Чемпіонат | Золото                                | Срібло                         | Бронза                           |
| --------- | ------------------------------------- | ------------------------------ | -------------------------------- |
| 1938      | Ірмгард Прец Німеччина                | Станіслава Валасевич Польща    | Жизела Фосс Німеччина            |
| 1946      | Герда ван дер Каде-Каудейс Нідерланди | Лідія Гайле СРСР               | Валентина Васильєва СРСР         |
| 1950      | Валентина Богданова (Літуєва) СРСР    | Вільгельміне Люст Нідерланди   | Майре Остердаль Фінляндія        |
| 1954      | Джин Дісфорджес Велика Британія       | Олександра Чудіна СРСР         | Ельжбета Дунська Польща          |
| 1958      | Лізель Якобі ФРН                      | Валентина Літуєва СРСР         | Ніна Протченко СРСР              |
| 1962      | Тетяна Щелканова СРСР                 | Ельжбета Кшесинська Польща     | Мері Ренд Велика Британія        |
| 1966      | Ірена Кіршенштейн Польща              | Діана Йоргова Болгарія         | Гельга Гоффман ФРН               |
| 1969      | Мірослава Сарна Польща                | Віоріка Віскополяну Румунія    | Беріт Бертельсен Норвегія        |
| 1971      | Інгрід Міклер ФРН                     | Мета Антенен Швейцарія         | Гайде Розендаль ФРН              |
| 1974      | Бруженяк Ілона Угорщина               | Єва Шуранова Чехословаччина    | Піркко Геленіус Фінляндія        |
| 1978      | Вільгельміна Бардаускене СРСР         | Ангела Фойгт НДР               | Ярміла Стрейчкова Чехословаччина |
| 1982      | Валь Іонеску Румунія                  | Анішоара Кушмір Румунія        | Олена Іванова СРСР               |
| 1986      | Хайке Дрехслер НДР                    | Галина Чистякова СРСР          | Гельга Радтке НДР                |
| 1990      | Хайке Дрехслер НДР                    | Мар'єта Ілку Румунія           | Гельга Радтке НДР                |
| 1994      | Хайке Дрехслер Німеччина              | Інеса Кравець Україна          | Фіона Мей Італія                 |
| 1998      | Хайке Дрехслер Німеччина              | Фіона Мей Італія               | Людмила Галкіна Росія            |
| 2002      | Тетяна Котова Росія                   | Джейд Джонсон Велика Британія  | Васі Тюнде Угорщина              |
| 2006      | Людмила Колчанова Росія               | Найде Гомеш Португалія         | Оксана Удмуртова Росія           |
| 2010      | Інета Радевич Латвія                  | Найде Гомеш Португалія         | Ольга Кучеренко Росія            |
| 2012      | Елюаз Лесер Франція                   | Ольга Сударева Білорусь        | Маргрете Ренстрем Норвегія       |
| 2014      | Елюаз Лесер Франція                   | Івана Шпанович (Вулета) Сербія | Дарія Клішина Росія              |
| 2016      | Івана Шпанович (Вулета) Сербія        | Джазмін Соєрс Велика Британія  | Малайка Мігамбо Німеччина        |
| 2018      | Малайка Мігамбо Німеччина             | Марина Бех Україна             | Шара Проктор Велика Британія     |
| 2022      | Івана Вулета Сербія                   | Малайка Мігамбо Німеччина      | Джазмін Соєрс Велика Британія    |
| 2024      | Малайка Мігамбо Німеччина             | Ларісса Япікіно Італія         | Агате де Соуза Велика Британія   |

### Потрійний стрибок
- дисципліна представлена у програмі чемпіонатів, починаючи з 1994

| Чемпіонат | Золото                         | Срібло                     | Бронза                      |
| --------- | ------------------------------ | -------------------------- | --------------------------- |
| 1994      | Анна Бірюкова Росія            | Інна Ласовська Росія       | Інеса Кравець Україна       |
| 1998      | Ольга Васдекі Греція           | Шарка Кашпаркова Чехія     | Тереза Марінова Болгарія    |
| 2002      | Ашія Гансен Велика Британія    | Гелі Койвула Фінляндія     | Олена Олейникова Росія      |
| 2006      | Тетяна Лебедєва Росія          | Хрисопії Деветзі Греція    | Анна П'ятих Росія           |
| 2010      | Ольга Саладуха Україна         | Сімона ла Мантія Італія    | Світлана Большакова Бельгія |
| 2012      | Ольга Саладуха Україна         | Патрісія Мамона Португалія | Яна Бородіна Росія          |
| 2014      | Ольга Саладуха Україна         | Катерина Конєва Росія      | Ірина Гуменюк Росія         |
| 2016      | Патрісія Мамона Португалія     | Анна Міненко Ізраїль       | Параскеві Папахристу Греція |
| 2018      | Параскеві Папахристу Греція    | Крістін Гіріш Німеччина    | Ана Пелетейро Іспанія       |
| 2022      | Марина Бех-Романчук Україна    | Крістійна Мякеля Фінляндія | Анна Міненко Ізраїль        |
| 2024      | Ана Пелетейро-Компаоре Іспанія | Тугба Данішмаз Туреччина   | Ільйоні Гійом Франція       |

### Штовхання ядра
| Чемпіонат | Золото                      | Срібло                            | Бронза                            |
| --------- | --------------------------- | --------------------------------- | --------------------------------- |
| 1938      | Герміне Шредер Німеччина    | Жизела Мауермаєр Німеччина        | Ванда Флакович Польща             |
| 1946      | Тетяна Севрюкова СРСР       | Мішлін Остермеєр Франція          | Амелія Піччініні Італія           |
| 1950      | Ганна Андреєва СРСР         | Клавдія Точенова СРСР             | Мішлін Остермеєр Франція          |
| 1954      | Галина Зибіна СРСР          | Олександра Чудіна СРСР            | Марія Кузнецова СРСР              |
| 1958      | Маріанне Вернер ФРН         | Тамара Тишкевич СРСР              | Тамара Пресс СРСР                 |
| 1962      | Тамара Пресс СРСР           | Ренате Гаріш НДР                  | Галина Зибіна СРСР                |
| 1966      | Надія Чижова СРСР           | Маргітта Гуммель НДР              | Маріта Ланге НДР                  |
| 1969      | Надія Чижова СРСР           | Маргітта Гуммель НДР              | Маріта Ланге НДР                  |
| 1971      | Надія Чижова СРСР           | Маріта Ланге НДР                  | Маргітта Гуммель НДР              |
| 1974      | Надія Чижова СРСР           | Маріанне Адам НДР                 | Гелена Фібінгерова Чехословаччина |
| 1978      | Ілона Слюп'янек НДР         | Гелена Фібінгерова Чехословаччина | Маргітта Дрезе НДР                |
| 1982      | Ілона Слюп'янек НДР         | Гелена Фібінгерова Чехословаччина | Нуну Абашидзе СРСР                |
| 1986      | Гайді Крігер НДР            | Інес Мюллер НДР                   | Наталія Ахрименко СРСР            |
| 1990      | Астрід Кумбернусс НДР       | Наталія Лісовська СРСР            | Катрін Наймке НДР                 |
| 1994      | Віта Павлиш Україна         | Астрід Кумбернусс Німеччина       | Светла Міткова Болгарія           |
| 1998      | Віта Павлиш Україна         | Ірина Коржаненко Росія            | Яніна Корольчик Білорусь          |
| 2002      | Ірина Коржаненко Росія      | Віта Павлиш Україна               | Світлана Кривельова Росія         |
| 2006      | Наталія Міхневич Білорусь   | Петра Ламмерт Німеччина           | Ольга Рябінкіна Росія             |
| 2010      | Анна Авдєєва Росія          | Яніна Корольчик Білорусь          | Ольга Іванова Росія               |
| 2012      | Надін Кляйнерт Німеччина    | Ірина Тарасова Росія              | К'яра Роса Італія                 |
| 2014      | Крістіна Шваніц Німеччина   | Євгенія Колодко Росія             | Аніта Мартон Угорщина             |
| 2016      | Крістіна Шваніц Німеччина   | Аніта Мартон Угорщина             | Емель Дерелі Туреччина            |
| 2018      | Пауліна Губа Польща         | Крістіна Шваніц Німеччина         | Альона Дубицька Білорусь          |
| 2022      | Джессіка Схілдер Нідерланди | Оріоль Донгмо Португалія          | Йорінде ван Клінкен Нідерланди    |
| 2024      | Джессіка Схілдер Нідерланди | Йорінде ван Клінкен Нідерланди    | Ємісі Огунлеє Німеччина           |

### Метання диска
| Чемпіонат | Золото                               | Срібло                          | Бронза                          |
| --------- | ------------------------------------ | ------------------------------- | ------------------------------- |
| 1938      | Жизела Мауермаєр Німеччина           | Гільде Зоммер Німеччина         | Паула Молленгауер Німеччина     |
| 1946      | Ніна Думбадзе СРСР                   | Анн Нісінк Нідерланди           | Ядвіга Вайс Польща              |
| 1950      | Ніна Думбадзе СРСР                   | Рімма Шумська СРСР              | Едере Кордьяле Італія           |
| 1954      | Ніна Пономарьова СРСР                | Ірина Беглякова СРСР            | Галина Зибіна СРСР              |
| 1958      | Тамара Пресс СРСР                    | Штепанка Мертова Чехословаччина | Крімхільд Гаусманн ФРН          |
| 1962      | Тамара Пресс СРСР                    | Доріс Мюллер НДР                | Концек Йолан Угорщина           |
| 1966      | Крістін Шпільберг НДР                | Лізель Вестерман ФРН            | Аніта Генчель НДР               |
| 1969      | Тамара Данилова СРСР                 | Людмила Муравйова СРСР          | Карін Ілльген НДР               |
| 1971      | Фаїна Мельник СРСР                   | Лізель Вестерман ФРН            | Людмила Муравйова СРСР          |
| 1974      | Фаїна Мельник СРСР                   | Арджентіна Меніс Румунія        | Габріела Гінцман НДР            |
| 1978      | Евелін Яль НДР                       | Маргітта Дрезе НДР              | Наталія Горбачова СРСР          |
| 1982      | Цветанка Христова Болгарія           | Марія Вергова Болгарія          | Галина Савінкова СРСР           |
| 1986      | Діана Захсе НДР                      | Цветанка Христова Болгарія      | Мартіна Гелльман НДР            |
| 1990      | Ільке Віллуда НДР                    | Ольга Бурова СРСР               | Мартіна Гелльман НДР            |
| 1994      | Ільке Віллуда НДР                    | Елліна Звєрєва Білорусь         | Метте Бергманн НДР              |
| 1998      | Франка Дітч Німеччина                | Наталія Садова Росія            | Ніколета Грасу Румунія          |
| 2002      | Катерина Вогголі Греція              | Наталія Садова Росія            | Анастасія Келесіду Греція       |
| 2006      | Дар'я Пищальникова Росія             | Франка Дітч Німеччина           | Ніколета Грасу Румунія          |
| 2010      | Сандра Перкович (Елкасевич) Хорватія | Ніколета Грасу Румунія          | Йоанна Вишневська Польща        |
| 2012      | Сандра Перкович (Елкасевич) Хорватія | Надін Мюллер Німеччина          | Наталія Фокіна-Семенова Україна |
| 2014      | Сандра Перкович (Елкасевич) Хорватія | Меліна Робер-Мішон Франція      | Шаніс Крафт Німеччина           |
| 2016      | Сандра Перкович (Елкасевич) Хорватія | Юлія Фішер Німеччина            | Шаніс Крафт Німеччина           |
| 2018      | Сандра Перкович (Елкасевич) Хорватія | Надін Мюллер Німеччина          | Шаніс Крафт Німеччина           |
| 2022      | Сандра Перкович (Елкасевич) Хорватія | Крістін Пуденц Німеччина        | Клаудіне Віта Німеччина         |
| 2024      | Сандра Елкасевич Хорватія            | Йорінде ван Клінкен Нідерланди  | Ліліана Ка Португалія           |

### Метання молота
- дисципліна представлена у програмі чемпіонатів, починаючи з 1998

| Чемпіонат | Золото                  | Срібло                      | Бронза                    |
| --------- | ----------------------- | --------------------------- | ------------------------- |
| 1998      | Міхаела Мелінте Румунія | Ольга Кузенкова Росія       | Кірстен Мюнхов Німеччина  |
| 2002      | Ольга Кузенкова Росія   | Каміла Сколімовська Польща  | Мануела Монтебрюн Франція |
| 2006      | Тетяна Лисенко Росія    | Гульфія Ханафеєва Росія     | Каміла Сколімовська Росія |
| 2010      | Бетті Гайдлер Німеччина | Тетяна Лисенко Росія        | Аніта Влодарчик Польща    |
| 2012      | Аніта Влодарчик Польща  | Мартіна Грашнова Словаччина | Анна Булгакова Росія      |
| 2014      | Аніта Влодарчик Польща  | Мартіна Грашнова Словаччина | Йоанна Фьодоров Польща    |
| 2016      | Аніта Влодарчик Польща  | Бетті Гайдлер Німеччина     | Ганна Скидан Азербайджан  |
| 2018      | Аніта Влодарчик Польща  | Александра Таверньє Франція | Йоанна Фьодоров Польща    |
| 2022      | Б'янка Гелбер Румунія   | Єва Рожанська Польща        | Сара Фантіні Італія       |
| 2024      | Сара Фантіні Італія     | Аніта Влодарчик Польща      | Роз Лога Франція          |

### Метання списа
| Чемпіонат | Золото                         | Срібло                          | Бронза                    |
| --------- | ------------------------------ | ------------------------------- | ------------------------- |
| 1938      | Ліза Геліус Німеччина          | Зузанне Пасторс Німеччина       | Луїзе Крюгер Німеччина    |
| 1946      | Клавдія Маюча СРСР             | Людмила Анокіна СРСР            | Йоханна Конінг Нідерланди |
| 1950      | Наталія Смірницька СРСР        | Герма Баума Австрія             | Галина Зибіна СРСР        |
| 1954      | Дана Затопкова Чехословаччина  | Вірве Роолайд СРСР              | Надія Коняєва СРСР        |
| 1958      | Дана Затопкова Чехословаччина  | Біруте Залогайтіте СРСР         | Ютта Нойманн ФРН          |
| 1962      | Ельвіра Озоліна СРСР           | Марія Дьяконеску Румунія        | Алевтина Шаститько СРСР   |
| 1966      | Маріон Люттге НДР              | Міхаела Пенеш Румунія           | Валентина Попова СРСР     |
| 1969      | Немет Ангела Угорщина          | Відош Магда Угорщина            | Валентина Еверт СРСР      |
| 1971      | Данієла Яворська Польща        | Амелі Колоска ФРН               | Рут Фукс НДР              |
| 1974      | Рут Фукс НДР                   | Жаклін Тодтен НДР               | Наташа Урбанчич Югославія |
| 1978      | Рут Фукс НДР                   | Тесса Сандерсон Велика Британія | Уте Гоммола НДР           |
| 1982      | Анна Верулі Греція             | Анте Кемпе НДР                  | Софія Сакорафа Греція     |
| 1986      | Фатіма Вітбред Велика Британія | Петра Фельке НДР                | Беате Петерс ФРН          |
| 1990      | Пяйві Алафрантті Фінляндія     | Карен Форкель НДР               | Петра Фельке НДР          |
| 1994      | Тріне Гаттестад Норвегія       | Карен Форкель Німеччина         | Феліция Циля Румунія      |
| 1998      | Таня Дамаске Німеччина         | Тетяна Шиколенко Росія          | Мікаела Інгберг Фінляндія |
| 2002      | Мірела Маньяні Греція          | Штеффі Неріус Німеччина         | Мікаела Інгберг Фінляндія |
| 2006      | Штеффі Неріус Німеччина        | Барбора Шпотакова Чехія         | Мерседес Чілья Іспанія    |
| 2010      | Лінда Шталь Німеччина          | Крістіна Оберґфелль Німеччина   | Барбора Шпотакова Чехія   |
| 2012      | Віра Ребрик Україна            | Крістіна Оберґфелль Німеччина   | Лінда Шталь Німеччина     |
| 2014      | Барбора Шпотакова Чехія        | Татьяна Єлача Сербія            | Лінда Шталь Німеччина     |
| 2016      | Тетяна Холодович Білорусь      | Лінда Шталь Німеччина           | Сара Колак Хорватія       |
| 2018      | Крістін Гуссонг Німеччина      | Нікола Огроднікова Чехія        | Лівета Ясунайте Литва     |
| 2022      | Еліна Дженго Греція            | Адріана Вілагош Сербія          | Барбора Шпотакова Чехія   |
| 2024      | Вікторія Гадсон Австрія        | Адріана Вілагош Сербія          | Марі-Тереза Обст Норвегія |

### Семиборство
- дисципліна представлена у програмі чемпіонатів, починаючи з 1982

| Чемпіонат | Золото                         | Срібло                                   | Бронза                        |
| --------- | ------------------------------ | ---------------------------------------- | ----------------------------- |
| 1982      | Рамона Нойберт НДР             | Сабіна Мебіус НДР                        | Сабіна Евертс ФРН             |
| 1986      | Анке Бемер НДР                 | Наталія Шубенкова СРСР                   | Джуді Сімпсон Велика Британія |
| 1990      | Сабіне Браун ФРН               | Гайке Тішлер НДР                         | Пеггі Бер НДР                 |
| 1994      | Сабіне Браун Німеччина         | Інанчі Ріта Угорщина                     | Уршула Влодарчик Польща       |
| 1998      | Деніз Льюїс Велика Британія    | Уршула Влодарчик Польща                  | Наталія Сазанович Білорусь    |
| 2002      | Кароліна Клюфт Швеція          | Сабіне Браун Німеччина                   | Наталія Сазанович Білорусь    |
| 2006      | Кароліна Клюфт Швеція          | Карін Рукштуль Нідерланди                | Ліллі Шварцкопф Німеччина     |
| 2010      | Джессіка Енніс Велика Британія | Наталія Добринська Україна               | Дженніфер Езер Німеччина      |
| 2012      | Антуанетт Нана Джиму Франція   | Лаура Ікаунієце Латвія                   | Айга Грабусте Латвія          |
| 2014      | Антуанетт Нана Джиму Франція   | Надіне Брурсен Нідерланди                | Нафіссату Тіам Бельгія        |
| 2016      | Анук Веттер Нідерланди         | Антуанетт Нана Джиму Франція             | Івона Дадич Австрія           |
| 2018      | Нафіссату Тіам Бельгія         | Катаріна Джонсон-Томпсон Велика Британія | Каролін Шефер Німеччина       |
| 2022      | Нафіссату Тіам Бельгія         | Адріанна Сулек Польща                    | Аннік Келін Швейцарія         |
| 2024      | Нафіссату Тіам Бельгія         | Оріана Лазрак-Хласс Франція              | Нор Відтс Бельгія             |

## Змішана дисципліна

### 4×400 метрів
- дисципліна представлена у програмі чемпіонатів, починаючи з 2024

| Чемпіонат | Золото                                                               | Срібло                                                      | Бронза                                                               |
| --------- | -------------------------------------------------------------------- | ----------------------------------------------------------- | -------------------------------------------------------------------- |
| 2024      | ІрландіяКрістофер О'Доннелл Расідат Аделеке Томас Барр Шарлін Модслі | ІталіяЛука Сіто Анна Полінарі Едоардо Скотті Аліче Манджоне | НідерландиЛімарвін Боневасія Ліке Клавер Ісая Кляйн Іккінк Фемке Бол |

## Колишні дисципліни серед жінок

### 3000 метрів
- дисципліна проводилась у 1974—1994, після чого була замінена бігом на 5000 метрів

| Чемпіонат | Золото                       | Срібло                       | Бронза                       |
| --------- | ---------------------------- | ---------------------------- | ---------------------------- |
| 1974      | Ніна Гольмен Фінляндія       | Людмила Брагіна СРСР         | Джойс Сміт Велика Британія   |
| 1978      | Світлана Ульмасова СРСР      | Наталія Мерешеску Румунія    | Грете Вайтц Норвегія         |
| 1982      | Світлана Ульмасова СРСР      | Марічіка Пуйке Румунія       | Олена Сіпатова СРСР          |
| 1986      | Ольга Бондаренко СРСР        | Марічіка Пуйке Румунія       | Івонн Маррей Велика Британія |
| 1990      | Івонн Маррей Велика Британія | Олена Романова СРСР          | Роберта Брюне Італія         |
| 1994      | Соня О'Саллівен Ірландія     | Івонн Маррей Велика Британія | Габріела Сабо Румунія        |

### 80 метрів з бар'єрами
- дисципліна проводилась у 1938—1966, після чого була замінена бігом на 100 метрів з бар'єрами

| Чемпіонат | Золото                        | Срібло                        | Бронза                                 |
| --------- | ----------------------------- | ----------------------------- | -------------------------------------- |
| 1938      | Клаудія Тестоні Італія        | Ліза Геліус Німеччина         | Кітті тер Браке Нідерланди             |
| 1946      | Фанні Бланкерс-Кун Нідерланди | Олена Гокієлі СРСР            | Валентина Фокіна СРСР                  |
| 1950      | Фанні Бланкерс-Кун Нідерланди | Морін Гарднер Велика Британія | Мішлін Остермеєр Франція               |
| 1954      | Марія Голубнича СРСР          | Аннелізе Зеонбухнер ФРН       | Пем Сіборн Велика Британія             |
| 1958      | Галина Бистрова СРСР          | Цента Копп ФРН                | Гізела Біркемаєр ФРН                   |
| 1962      | Тереса Цєпли Польща           | Карін Бальцер НДР             | Марія Пйонтковська ПольщаЕріка Фіш ФРН |
| 1966      | Карін Бальцер НДР             | Карін Фріш ФРН                | Ельжбета Беднарек Польща               |

### Ходьба 10 кілометрів
- дисципліна проводилась у 1986—1998, після чого була замінена вдвічі довшою дистанцією

| Чемпіонат | Золото                  | Срібло                   | Бронза                   |
| --------- | ----------------------- | ------------------------ | ------------------------ |
| 1986      | Марія Крус Діас Іспанія | Анн Янссон Швеція        | Сів Ібаньєс Швеція       |
| 1990      | Аннаріта Сідоті Італія  | Ольга Кардопольцева СРСР | Ілеана Сальвадор Італія  |
| 1994      | Саррі Ессая Фінляндія   | Аннаріта Сідоті Італія   | Олена Ніколаєва Росія    |
| 1998      | Аннаріта Сідоті Італія  | Еріка Альфріді Італія    | Сусана Фейтор Португалія |

### Ходьба 50 кілометрів
- дисципліна була представлена у програмі чемпіонатів лише один раз

| Чемпіонат | Золото                  | Срібло               | Бронза             |
| --------- | ----------------------- | -------------------- | ------------------ |
| 2018      | Інеш Енрікеш Португалія | Аліна Цвілій Україна | Юлія Такач Іспанія |

### П'ятиборство
- дисципліна проводилась у 1950—1978, після чого була замінена семиборством

| Чемпіонат | Золото                    | Срібло                        | Бронза                         |
| --------- | ------------------------- | ----------------------------- | ------------------------------ |
| 1950      | Арлет Бен Амо Франція     | Берта Кроутер Велика Британія | Ольга Модрахова Чехословаччина |
| 1954      | Олександра Чудіна СРСР    | Марія Зандер ФРН              | Марія Штурм ФРН                |
| 1958      | Галина Бистрова СРСР      | Ніна Виноградова СРСР         | Едельтрауд Айберле ФРН         |
| 1962      | Галина Бистрова СРСР      | Деніз Генар Франція           | Гельга Гоффманн ФРН            |
| 1966      | Валентина Тихомирова СРСР | Гайде Розендаль ФРН           | Інге Екснер НДР                |
| 1969      | Ліза Прокоп Австрія       | Мета Антенен Швейцарія        | Марія Сизякова СРСР            |
| 1971      | Гайде Розендаль ФРН       | Бурглінде Поллак НДР          | Маргріт Гербст НДР             |
| 1974      | Надія Ткаченко СРСР       | Бурглінде Поллак НДР          | Зоя Спасовходська СРСР         |
| 1978      | Маргіт Папп Угорщина      | Бурглінде Поллак НДР          | Крістіна Ніцше НДР             |